# Acosmeryx socrates
Espèce
Acosmeryx socrates est une espèce de papillons de la famille des Sphingidae, sous-famille des Macroglossinae, de la tribu des Macroglossini et du genre Acosmeryx. 

## Répartition
Il se rencontre en Asie du Sud-Est.

## Systématique
L'espèce Acosmeryx socrates a été décrite par l’entomologiste français Jean-Baptiste Alphonse Dechauffour de Boisduval, en 1875.